# Парни с пушками
Парни с пушками (англ. Sons Of Guns) — сериал в формате реалити-шоу, идущий в эфире на телеканале Discovery Channel. Сериал повествует о работе оружейного магазина Red Jacket Firearms, расположенного в Батон-Руже (штат Луизиана, США). Основная задача магазина — производство и продажа огнестрельного оружия. В одном здании совмещены офис, оружейная мастерская и тир. Основателем и владельцем магазина является Уилл Хейден (Will Hayden), а его дочь Стефани занимается организационными делами семейного бизнеса.
Каждый эпизод сериала начинается с предупреждения не повторять увиденное дома, так как производство (или модификация) огнестрельного оружия и его дальнейшая эксплуатация могут привести не только к увечьям или смерти, но также незаконна без надлежащей лицензии. В передаче показывают неполный процесс производства, поскольку разработка идеи и приведение её в жизнь являются интеллектуальной собственностью участников. Как правило, каждая история начинается с того, что приходит посетитель и просит модифицировать или отреставрировать его оружие. Серия заканчивается испытанием готовой продукции на стрельбище или полигоне в присутствии заказчика.
27 августа 2014 года руководство Discovery Channel отменило шоу после пяти сезонов в связи с тяжёлыми обвинениями в адрес Уилла Хейдена.

## В ролях

### Сотрудники Red Jacket
- Уильям Хейден (Will Hayden) — учредитель и владелец фирмы Red Jacket Firearms
- Стефани Форд (Stephanie Ford) — менеджер фирмы (дочь Уилла)
- Винсент Баклс (Vince Buckles) — Бывший главный оружейник магазина, оставил Red Jacket в конце 2-го сезона, сейчас работает неполный рабочий день в компании внешнего подрядчика
- Кристофер Форд (Kris Ford) — руководитель производства (начинал как ученик, муж Стефани)
- Джо Мо (Joe Meaux) — исполнительный директор /оружейник/оператор станков/Веб-мастер[3]
- Чарли Уотсон (Charlie Watson) — судебный эксперт огнестрельного оружия/оружейник/маркетолог
- Глен Флеминг (Glenn «Flem» Fleming) — сварщик/оружейник
- Кристофер Майкл Уоллес (Christopher Michael «Mikey» Wallace) — механик
- Хал, Тони и Томас — второстепенные сотрудники магазина[4]

### Частые клиенты и эксперты
- Марко (Marco) — консультант SWAT
- Гленн Харрисон (Glenn Harrison) — коллекционер антикварата/любитель истории
- Крис Хьюманн (Chris Heumann) — пользователь оружия, сделанного на заказ
- Барри Борум (Barry Borum) — производитель оружия (помогает команде Red Jacket в некоторых сборках в качестве внешнего подрядчика)
- Дэвид П. Майклс (David P. Michaels) — эксперт по огнемётам
- Айра Сейлерс (Ira Sellers) — эксперт тяжёлого оружия
- Джим Фуллер (Jim Fuller) — магазин Rifle Dynamics приятель и прямой конкурент Уилла
- Билли Чоу (Billy Cho) — магазин Rifle Dynamics
- Крис Лидфорд (Chris Ledford) по прозвищу «Король пушек»
- Натали Фостер (Natalie Foster)

## Эпизоды

### Сезон 1
| №  | Название эпизода                                                                       | Образцы оружия                                                            | Дата выхода     |
| -- | -------------------------------------------------------------------------------------- | ------------------------------------------------------------------------- | --------------- |
| 1  | Civil War Cannon. Shotgun Silencer (Орудие Гражданской войны. Глушитель для дробовика) | Сайга-12                                                                  | 26 января 2011  |
| 2  | Master Keys (Ключ мастера)                                                             | гибрид Remington 870 и M4                                                 | 26 января 2011  |
| 3  | Flamethrower (Огнемёт)                                                                 | М2 (огнемёт)                                                              | 26 января 2011  |
| 4  | Browning Machine Gun. Stephanie's Big Bet ( Пулемёт Браунинга. Большая ставка Стефани) | Браунинг M2                                                               | 2 февраля 2011  |
| 5  | Coffee Grinder. Katana (Оружие-кофемолка. Катана)                                      | Карабин Шарпса с кофемолкой. AR-15 "Катана"                               | 9 февраля 2011  |
| 6  | AK-47 Silencer (Глушитель для АК-47)                                                   | АК-47                                                                     | 9 февраля 2011  |
| 7  | The Bazooka. Kris' Birthday (Базука. День рождения Криса)                              | Базука                                                                    | 16 февраля 2011 |
| 8  | Tommy Gun/Machete (Автомат Томсона. Мачете)                                            | автомат Томпсона 1919 гибрид мачете и катаны                              | 16 февраля 2011 |
| 9  | Movie Gun. Leopard Gun (Оружие для фильма. Оружие на леопарда)                         | MAC-11 лупара                                                             | 23 февраля 2011 |
| 10 | Remote Controlled Machine Gun (Автомат с дистанционным управлением)                    | Пистолет с ударно-кремнёвым замком M-16                                   | 23 февраля 2011 |
| 11 | ATV Gun. Help Wanted at Red Jacket (Пушка на квадроцикле. В Red Jacket нужна помощь)   | Сайга-12                                                                  | 2 марта 2011    |
| 12 | Machine Gun Mania. The New Guy (Автоматомания. Новичок)                                | Браунинг M1919                                                            | 2 марта 2011    |
| 13 | The Rocket Launcher (ракетница «Катюша» и пулемёт «Максим»)                            | «Максим» 1910г.                                                           | 3 марта 2011    |
| 14 | Alligator Kill Stick (Копье на аллигатора)                                             | Револьвер Webley Mk VI револьвер Taurus Judge 4410 M1911 Винчестер 1892г. | 16 марта 2011   |
| 15 | Double M16 (Двойной М16)                                                               | M16                                                                       | 23 марта 2011   |
| 16 | Flashlight Gun (Складной фонарь-автомат)                                               | MAC-11                                                                    | 30 марта 2011   |

### Сезон 2
| № | Название                                                               | Образцы оружия                                                        | Дата выхода      |
| - | ---------------------------------------------------------------------- | --------------------------------------------------------------------- | ---------------- |
| 1 | Anniversary Bash (10-летний юбилей Red Jacket)                         | револьвер Мура тройной M-16                                           | 13 июля 2011     |
| 2 | AK/Sniper Rifle ( Снайперский АК)                                      | АК-47                                                                 | 20 июля 2011     |
| 3 | American Chopper Gun (Пушка в стиле American Chopper)                  | Браунинг M1919                                                        | 27 июля 2011     |
| 4 | The Meat Chopper ("Мясорубка")                                         | MG-42                                                                 | 10 августа 2011  |
| 5 | Ten Biggest Shootouts (Глушитель для гранатомёта)                      | Mark-19 Баллистический нож                                            | 17 августа 2011  |
| 6 | Flying Guns and Uzis (Летающий пулемёт и Узи)                          | MAG-58 Узи                                                            | 24 августа 2011  |
| 7 | Taser Shotgun (Дробовик с электрошокером)                              | гибрид тазера и короткоствольной сайги-12 ПТР Lahti L-39 Desert Eagle | 31 августа 2011  |
| 8 | Gatling Gun and Dueling Pistols (Орудие Гатлинга и дуэльные пистолеты) | орудие Гатлинга из 3-х Сайга-12 бельг. капсюльные дуэльные пистолеты  | 7 сентября 2011  |
| 9 | Oh My God, a Cannon! (О, Боже мой! Пушка)                              | 57мм артиллерийское орудие M1 AR-15                                   | 14 сентября 2011 |

## Другое появление участников
- Сотрудники Red Jacket также появлялись в третьем эпизоде второго сезона Американский чоппер, прося Пола Тэйтла-младшего (англ. Paul Teutul, Jr.) помочь им с дизайном пулемёта в стиле дракона.
- Уилл Хейден и Рич Уайят (Rich Wyat) (из реалити-шоу American Guns) устроили на Discovery Channel специальный Top 10 Shootouts, в котором они обсуждали и демонстрировали образцы огнестрельного оружия, используемого в американской истории.

## Проблемы с законом

### Бюро по контролю за алкоголем, табаком и огнестрельным оружием
По данным TMZ.com, в ходе плановой проверки Бюро по контролю за алкоголем, табаком и огнестрельным оружием (ATF) в 2009 году Red Jacket не смогли отчитаться по 10 единицам огнестрельного оружия. Впоследствии Уилл Хейден и Стефани лишились лицензии на производство оружия; им было разрешено привлечь человека, имеющего такую лицензию, чтобы не останавливать деятельность магазина Red Jacket. Первоначально таким человеком был Винсент Баклс, но он покинул компанию, и теперь двое других лиц контролируют её.

### Уилл Хейден, глава компании осуждён за педофилию,
Хейдену грозит пожизненный срок лишения свободы. Предполагается, что приговор ему зачитают 11 мая.
Как следует из материалов уголовного дела, одна из потерпевших была изнасилована в 1990-х годах, когда ей было 12 или 13 лет. По словам второй потерпевшей, Хейден в 2014 году обманом склонил ее к половому контакту. Тогда девочке было 12 лет.
Отметим также, что Хейдена подозревают и в попытке изнасилования собственной дочери Стефани, которая тоже позднее снималась вместе с ним в «Парнях с пушками». Стефани рассказала в телевизионном интервью, что примерно в 1994 году пьяный отец вошел к ней в спальню, поцеловал ее и попытался раздеть. Однако Стефани, по ее словам, удалось убежать от развратного отца, а впоследствии он ее якобы больше не трогал.